# اسلامیه (سنقر)
اسلامیه (سنقر)، روستایی از توابع بخش مرکزی شهرستان سنقر در استان کرمانشاه ایران است.

## جمعیت
این روستا در دهستان گاورود قرار دارد و براساس سرشماری مرکز آمار ایران در سال ۱۳۸۵، جمعیت آن ۲۲۵ نفر (۵۴خانوار) بوده‌است.